# نهائي كأس الأمم الإفريقية 1965
نهائي كأس الأمم الأفريقية 1965 مباراة كرة القدم بين تونس وغانا في ملعب الشاذلي زويتن في تونس لتحديد الفائز في كأس الأمم الإفريقية 1965، النسخة الخامسة من كأس الأمم الإفريقية. فاز غانا على تونس 3–2.

## الطريق إلى النهائي
| تونس          | تونس          | غانا               | غانا          |
| الخصم         | النتائج       | الخصم              | النتائج       |
| دور المجموعات | دور المجموعات | دور المجموعات      | دور المجموعات |
| ------------- | ------------- | ------------------ | ------------- |
| إثيوبيا       | 4–0           | الكونغو ليوبولدفيل | 5–2           |
| السنغال       | 0–0           | ساحل العاج         | 5–1           |

## المباراة

### التفاصيل
| غانا                      | 3–2 (ب.و.إ.) | تونس                      |
| ------------------------- | ------------ | ------------------------- |
| أودوي 37'، 96' · كوفي 79' |              | الشتالي 47' · الشايبي 67' |

| تونس | غانا |

## روابط خارجية
- تفاصيل على RSSSF